# Nínox de les Sulu
El nínox de les Sulu (Ninox reyi) és una espècie d'ocell de la família dels estrígids (Strigidae). Habita la selva humida de l'arxipèlag de Sulu. El seu estat de conservació es considera vulnerable.
És una espècie recentment separada de Ninox philippensis, arran els treballs de Rasmussen et al. 2012.